# Warwiszki
Warwiszki (lit. Varviškė) – wieś na Litwie, dawny zaścianek szlachecki, położona nad Niemnem w rejonie Łoździeje w pobliżu Kopciowa. Jest to najdalej na południe wysunięta miejscowość Republiki Litewskiej. Rozproszona zabudowa wioski położona jest w zakolu Niemna, Czarnej Hańczy i jej dopływu granicznej rzeczki Igorki, a od północy dostęp do niej zamyka kilkunastokilometrowy pas Puszczy Augustowskiej. Przed II wojną terytorium wchodziło w skład Polski, a obecnie otoczone jest z trzech stron przez ziemie Białorusi.

## Historia
Pierwsza wzmianka o wsi położonej w województwie trockim pochodzi z 1518 roku. Przejściowa granica zaboru pruskiego i rosyjskiego po III rozbiorze Polski z 1795 r. przebiegała na Niemnie (istniała tylko do 1807 r.) i miejscowość znalazła się od tego czasu aż do dziś na granicy, od 1815 wewnątrzpaństwowej (np. dwóch guberni w ramach Rosji), a po 1918 ponownie dwóch państw, chociaż wielokrotnie zmieniały się podmioty po jej stronach. W okresie zaborów miejscowość należała do Prus (1795-1807), następnie Księstwa Warszawskiego (1807-1815) i wreszcie Królestwa Polskiego (kongresowego) w granicach Imperium Rosyjskiego (1815-1915/1918), w tym od 1867 r. znalazła się w guberni suwalskiej i pozostawała w niej już do końca okresu zaboru rosyjskiego. W 1827 r. Warwiszki złożone ze wsi i folwarku zamieszkiwało 129 mieszkańców w 21 domach. W 1970 r. wieś miała 180 mieszkańców, w 1987 r. 79, a w 2001 r. 50.
Przedwojenne (lata dwudzieste XX w.) Warwiszki były wsią liczącą 19 zagród rozciągających się przy drodze (ulicówka) na długości 1 km z północy na południe, wzdłuż brzegu szerokiej na 1,5 m Igorki, którą biegła linia granicy polsko-litewskiej (najbliższe zabudowania były o 100 m od granicy). Na północnym krańcu znajdowała się kaplica, dalej w odległości 1 km młyn wodny na Igorce, a 1 km na wschód od kaplicy folwark Warwiszki.

### Samorząd Warwiszki
Przed 1918 wieś należała do parafii Kopciowo w gminie Wołowiczowce w powiecie augustowskim.
Po I wojnie ludność miejscowości długo zabiegała o przyłączenia do Polski. 28 września 1919 r. wojsko litewskie wkroczyło do Bugiedy, Świętojańska i Warwiszek, urządzając pogrom ludności polskiej. W odpowiedzi mieszkańcy powołali samorząd i dobrze zorganizowaną, uzbrojoną somoobronę liczącą 70 do nawet 300 ludzi (Samorząd Warwiszki). Samoobrona składała się głównie z byłych ochotników wchodzących w skład Organizacji Strzelców Nadniemeńskich (OSN), polskiej patriotycznej młodzieży, wywodzącej się przede wszystkim ze szlachty zaściankowej oraz ze wsi i zaścianków litewskich. Komendantem samoobrony był 26-letni Stanisław Proński – mieszkaniec Warwiszek. Samoobronę wspierała delegatura Oddziału II Sztabu Generalnego w Grodnie.
7 października 1920 r. zawarto porozumienie polsko-litewskie w Suwałkach, w którym potwierdzono istniejącą linię demarkacyjną wzdłuż tzw. Linii Focha oraz zgodzono się także na utworzenie dwunastokilometrowego pasa neutralnego (po 6 km z każdej strony linii demarkacyjnej), z którego zostały usunięte regularne oddziały wojskowe. Obszar Samorządu Warwiszki znalazł się w litewskiej części pasa neutralnego.
W skład zbuntowanego terytorium położonego w polsko-litewskim pasie neutralnym wchodziły również pobliskie wioski położone na północ od Warwiszek – Bugieda, Świętojańsk i Macewicze, a w końcowym okresie nawet 25 wiosek w litewskiej części pasa neutralnego. W tym czasie obszar pod kontrolą polskiego samorządu był ograniczony rzekami Niemnem na wschodzie, Czarną Hańczą na południu, Białą Hańczą na północy i Marychą na zachodzie. Korzystając z dogodnego położenia rozbudowano zasieki i umocnienia od strony Litwy. Od 1920 do 1922 r. Litwini bezskutecznie wielokrotnie próbowali zbrojnie zlikwidować polski samorząd napotykając opór mieszkańców, którzy także nękani byli przez napady różnych nieformalnych grup litewskich.
Jeszcze w styczniu 1923 r. polskie MSZ proponowało Lidze Narodów dokonanie korekty linii demarkacyjnej i przyłączenie do Polski ziem położonych na południe od rzeki Biała Hańcza (w tamtym czasie rzeka ta była granicą osadnictwa polskiego i litewskiego) w zamian za inne ustępstwa. Jednak 3 lutego 1923 r. Rada Ligi Narodów podjęła decyzję o podziale pasa neutralnego i ustalenia granicy polsko-litewskiej. Ku rozpaczy mieszkańców Warwiszek terytorium znalazło się po stronie litewskiej. Zdecydowano jednak stawiać nadal opór zbrojny i utworzyć niezależne państwo. Od 15 lutego 1923 r. wojska i formacje graniczne obu stron przystąpiły do zajmowania przyznanych im części pasa neutralnego. Litwini bezskutecznie atakowali od strony Białej Hańczy czym związali główne siły samoobrony. Dopiero uderzenie batalionu wojska i uzbrojonych formacji ochotniczych, które podstępem od zachodu, przez terytorium polskie (koło wsi Horaczki położonej 2 km na zachód od Warwiszek), zaatakowały z niebronionego skrzydła terytorium Samorządu Warwiszskiego pomiędzy 4 a 5 rano 22 marca 1923 r. doprowadziło do rozbicia sił Warwiszczan i faktycznego przyłączenia tego obszaru do Republiki Litewskiej. Litwini spalili niemal wszystkie pozostałe zabudowania Warwiszek, spacyfikowali Bugiedę i Świętojańsk, a obrońcy i mieszkańcy schronili się na terytorium Polski. 24 marca pozostała część "Siły Zbrojnej Samorządu Warwiszki" w liczbie około 100 osób przekroczyła granicę polską i złożyła broń. Po zwolnieniu z obozu internowania jeszcze w czerwcu 1923 r. b. członkowie samoobrony planowali wznowić opór zbrojny przeciwko administracji litewskiej, ale przeszkodziła temu Polska.
Warwiszki są znane z wyemitowanych z prywatnej inicjatywy i wprowadzonych do obiegu 23 marca 1923 r. w Grodnie trzech znaczków pocztowych z nadrukiem SAMORZĄD WARWISZKI, o nominałach 50, 100 i 200 marek polskich, w nakładzie odpowiednio 1000 szt., 500 szt. i 200 szt..